# 靴篱莺

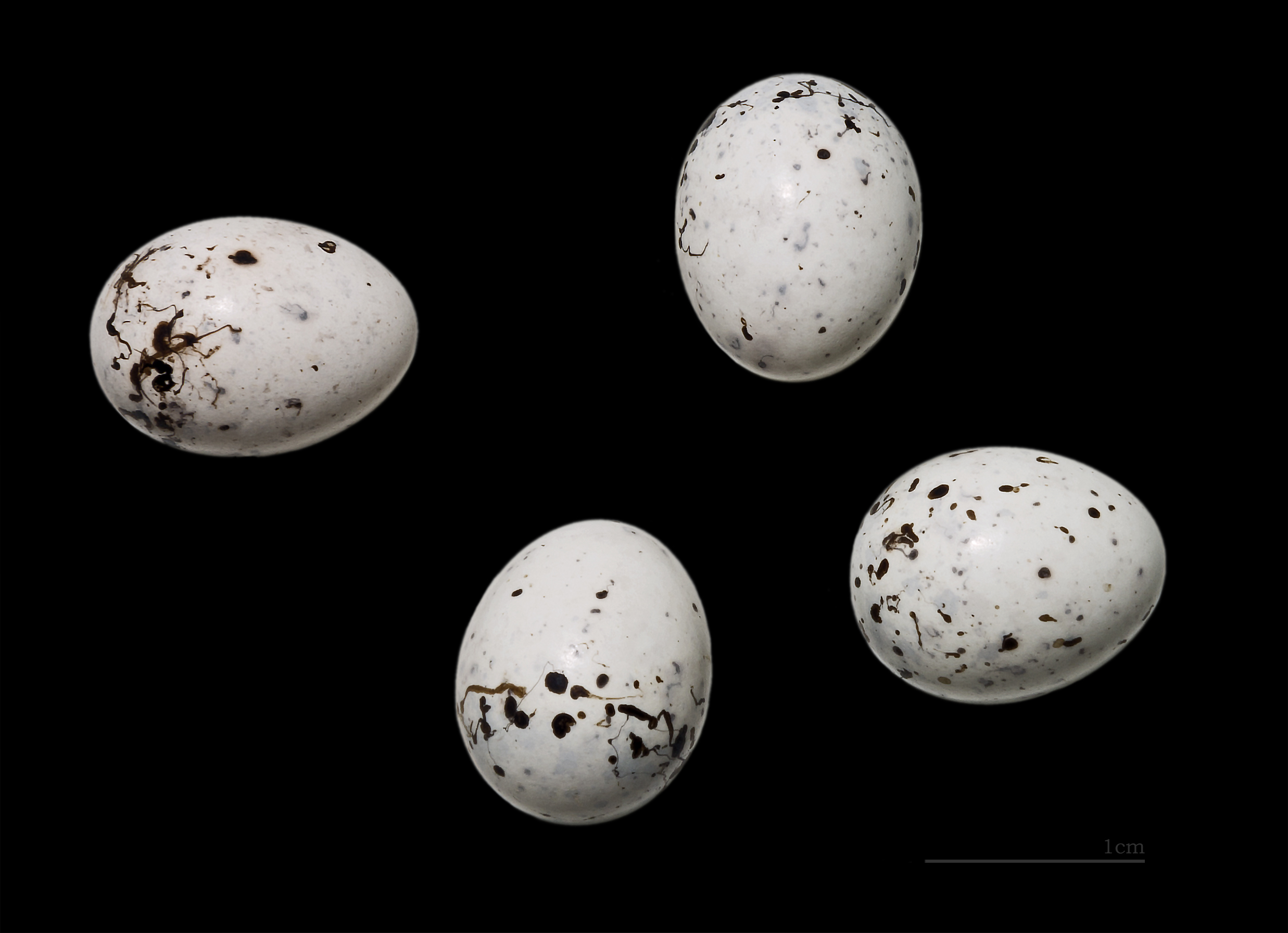
靴篱莺的蛋

靴篱莺（学名：[Iduna caligata] 错误：{{Lang}}：文本有斜体标记（帮助））为鶲科蘆鶯屬的鸟类。是屬於樹鶯類的舊世界鶯。它過去曾被認為與塞克氏鶯是同一物種，但現在通常將兩者視為不同的物種。

## 分類
亞歷山大·凱瑟林和約翰·海因里希·布拉修斯沒有解釋屬名Iduna的由來，然而在北歐神話中，伊登（Iduna）是春天和豐饒的女神，曾被變成麻雀（或堅果），以便由洛基救回。 種名caligata源自拉丁語，意為「穿靴的」，來自caliga，意為「靴子」。

## 描述
靴籬鶯是小型的鶯類，尤其是與其屬內的其他成員相比。牠們上身為淺棕色，下身為白色，兩側呈黃褐色。外側尾羽具有淺色邊緣。牠們有一條短而淺的眉紋，喙強壯而尖銳。塞克氏鶯比靴籬鶯更大且更灰色，並且最像東方草綠蘺鶯。
通常棲息在灌木叢和其他高大植被的開闊地區。牠們會在灌木或植被中築巢，產下三到四顆蛋。像大多數鶯科鳥類一樣，牠們是食蟲動物。

## 分布
靴籬鶯繁殖於俄羅斯中部至中國西部，並遷徙到印度次大陸過冬，最南可達斯里蘭卡。靴籬鶯在近幾十年來已經將繁殖範圍向西擴展，現在最西和最北可至芬蘭築巢。
该物种的模式产地在西伯利亞伊列克河流域。

## Gallery

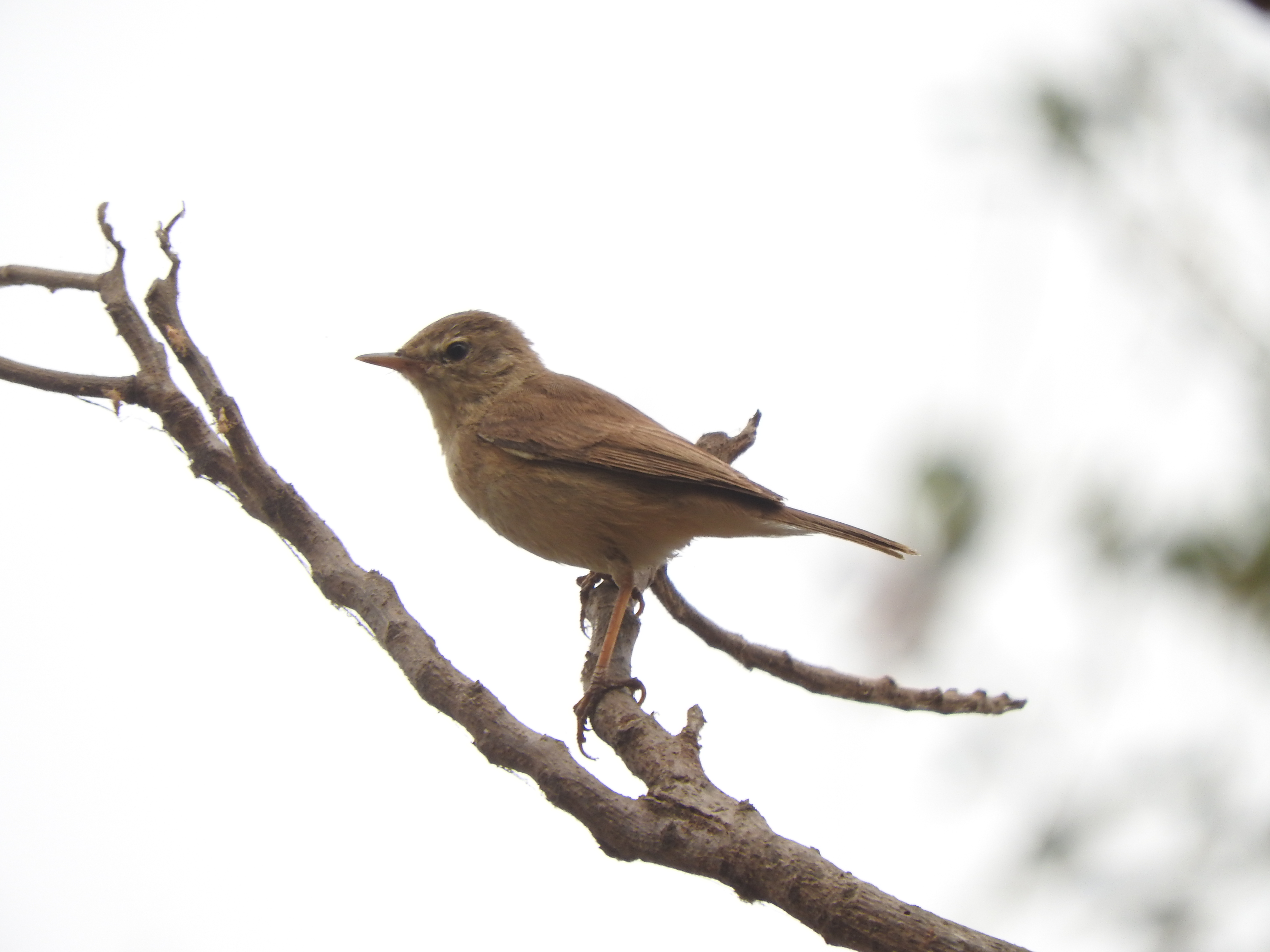
靴籬鶯於 烏杜馬萊佩泰, 泰米爾納德邦, 印度
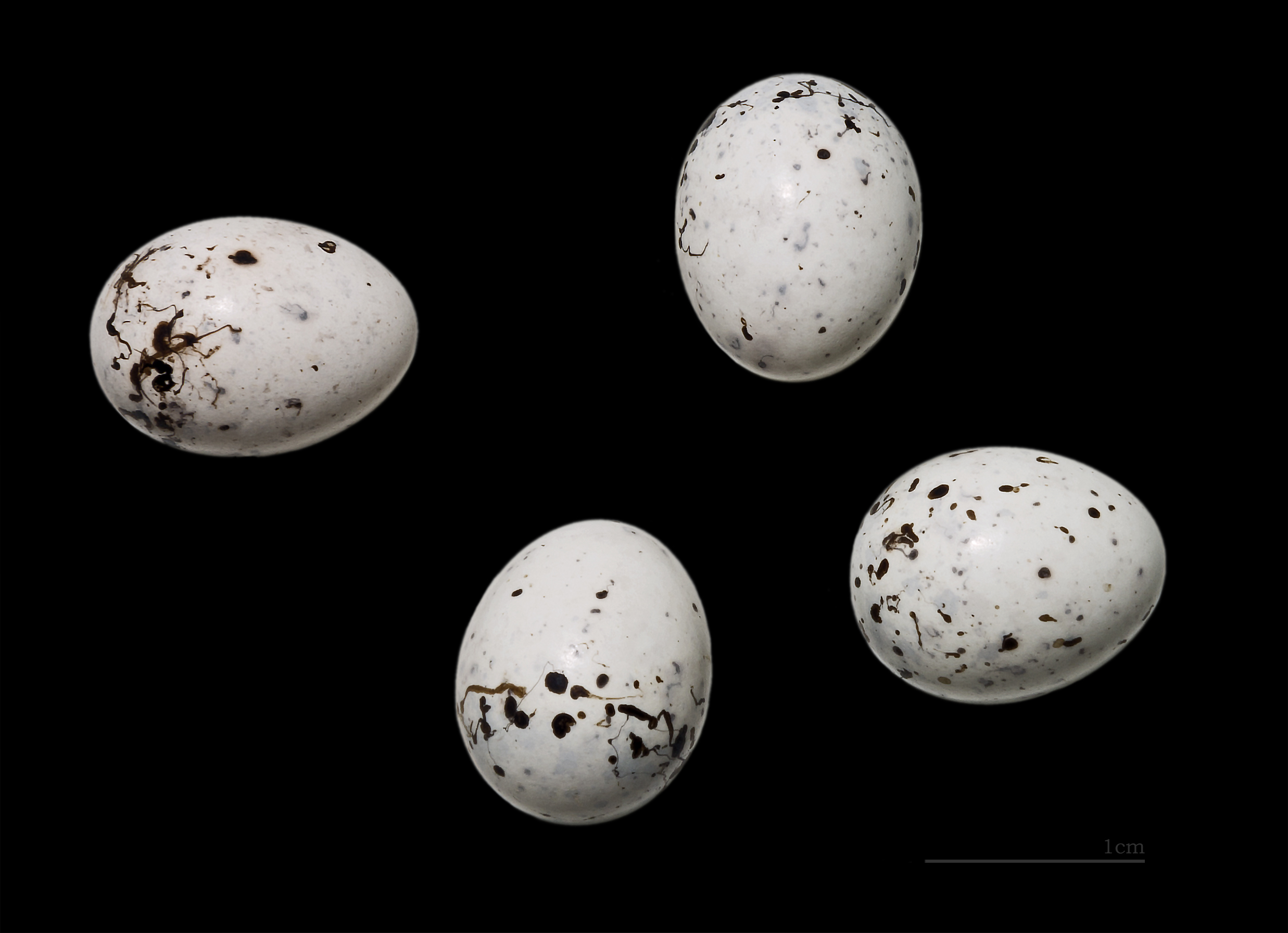
Iduna caligata的蛋 土魯斯博物館
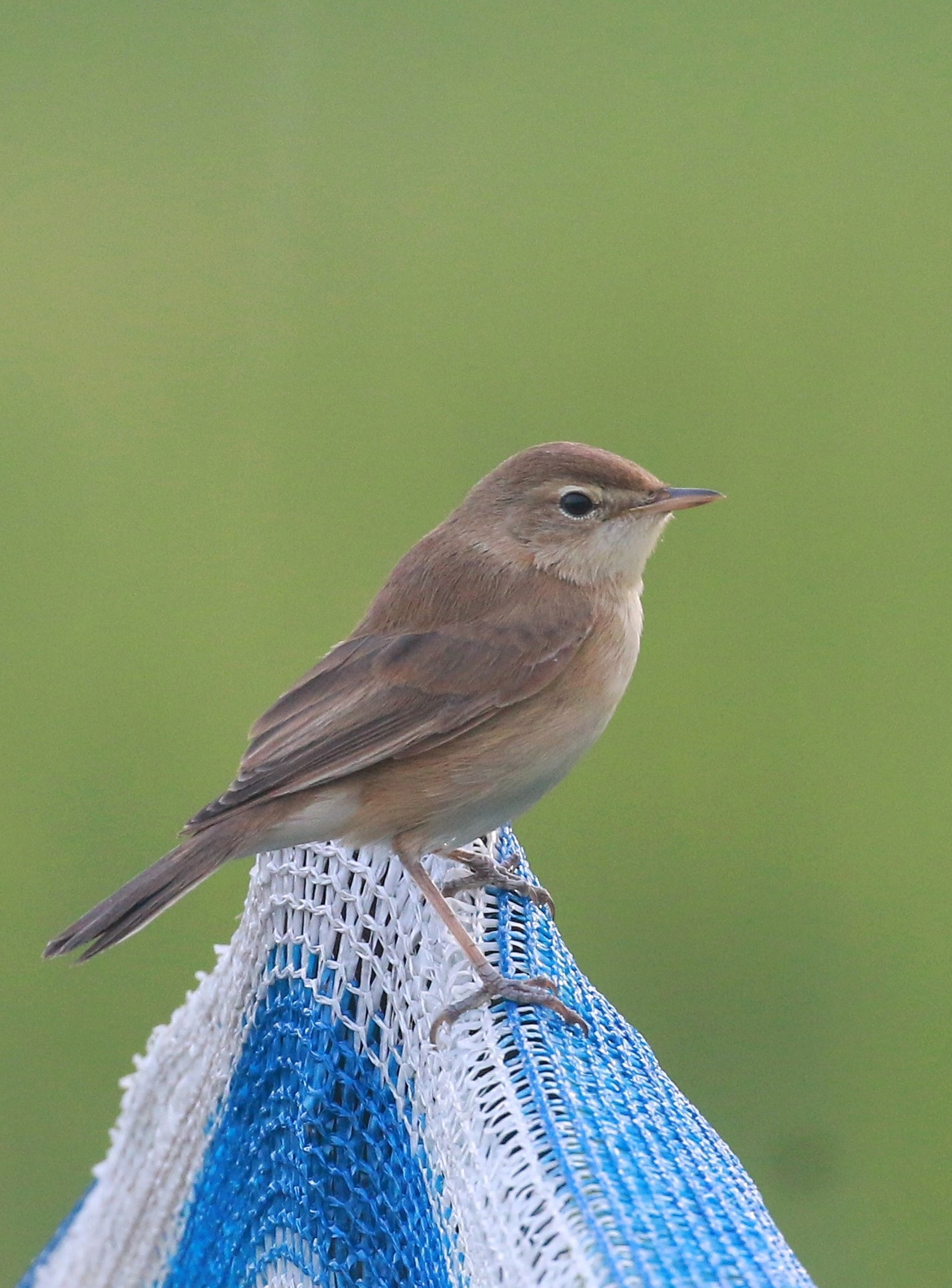
靴籬鶯 (Iduna caligata), 帕拉卡德, 喀拉拉邦，印度